# مرسى زايد
مرسى زايد، هو مشروع لإعادة تطوير بقيمة 10 مليارات دولار في مدينة العقبة، الأردن. سُمي المشروع على اسم الشيخ زايد بن سلطان آل نهيان، ويتألف من أبراج شاهقة وفنادق ومحلات تجارية وسكنية وترفيهية ومالية.
تتكون المرحلة الأولى التي لم تكتمل من مدينة سكنية ومسجد، والمرحلة الثانية هي اكمال بناء ميناء العقبة، وهذه المرحلة معلقة حاليا حتى يتم الانتهاء من الأولى.